# Berbera
Berbera (tiếng Somalia: Berbera, tiếng Ả Rập: بربرة) là một thành phố ở vùng Woqooyi Galbeed của Cộng hòa Somaliland (một nhà nước tự tuyên bố độc lập). Đây là thành phố lớn thứ ba Somaliland và đóng vai trò hải cảng chính cho Somaliland.
Thời xưa, Berbera từng là một phần của một loạt thành phố cảng dọc theo bờ biển Somali. Nó sau đó đóng vai trò thủ phủ của Somaliland thuộc Anh từ năm 1884 đến 1941, khi Hargeisa thay thế nó. Năm 1960, Somaliland thuộc Anh giành độc lập dưới tên Nhà nước Somaliland và hợp nhất năm ngày sau đó với Lãnh thổ Ủy thác Somalia (Somalia thuộc Ý trước đó) để tạo nên Cộng hòa Somali. Với vị trí chiến lược trên con đường vận chuyển dầu, thành phố là cảng biển thương mại chính trong vùng.